# قانون العمل الإيراني
يصف قانون العمل الإيراني قوانين التوظيف في إيران. تعتبر إيران بصفتها ما تزال دولة نامية، متأخرة جدًا بالمعايير الدولية. فشلت في إبرام الاتفاقيتين الأساسيتين لمنظمة العمل الدولية إحداهما بشأن الحرية النقابية والمفاوضة المشتركة، وواحدة عن إلغاء عمالة الأطفال. أخفقت دول مثل الولايات المتحدة والهند أيضًا في إبرام العديد من هذه الاتفاقيات إضافة إلى 14 اتفاقية أخرى، وأبرمت إيران اثنين فقط منذ الثورة الإسلامية.
المصادر الأساسية لقانون العمل الإيراني هي:
- الدساتير وتعديلاتها (1906، 1907، و1979)
- القوانين المدنية
- قرارات ومراسيم وزارة العمل ومجلس الوزراء
- القوانين والأحكام القضائية
- عقود المفاوضة الجماعية والاتفاقيات
- الممارسات الشائعة والمعايير المهنية
- منظمة العمل الدولية (آي إل أو)
- اتفاقيات منظمة العمل الدولية
- توصيات منظمة العمل الدولية
- الإعلانات والاتفاقيات الدولية الأخرى

## تاريخه
منح أول دستور إيراني، صدر في عام 1906، الحقوق الأساسية للشعب الفارسي من خلال المواد من ثمانية حتى خمسة وعشرين، مرسخًا المساواة بين الجميع أمام القانون، والحق في تكوين المجتمعات والجمعيات والانضمام إليهما. انتظر مجلس النواب ومجلس الشيوخ 16 عامًا لسن قانون توظيف لموظفي الخدمة المدنية لعام 1922. منح هذا القانون الحماية للعمال ولموظفي الخدمة المدنية. في عام 1923، أمر محافظ سيستان وبلوشستان بإصدار مرسوم مؤلف من تسع مواد لحماية حقوق صانعي السجاد، بما في ذلك ساعات العمل والإجازات والحد الأدنى لعمر التوظيف. كانت تلك أول وثيقة وطنية لحقوق العمل. أصدر مجلس النواب (البرلمان) في عام 1928، القانون المدني الذي يُعنى بعقود التوظيف. يقسم هذا القانون العلاقات بين الموظف وصاحب العمل إلى نوعين من خلال المقارنة المرجعية مع القانون الفرنسي. أولًا المقاولون المستقلون (كالنجارين، والأطباء، والمحامين والسباكين) الذين يتحكمون بعملهم الخاص وهم خاضعون للمحاسبة على أرباحهم وخساراتهم. ثانيًا، الموظفون الذين يدفع لهم صاحب العمل للقيام بمهمات محددة، لكنهم لا يمتلكون التحكم الكامل بأعمالهم ويتصرفون بناءً على تعليمات صاحب العمل وأوامره.
أصدر مجلس الوزراء في عام 1936، قوانين بشأن الحد الأدنى من شروط النظافة في المعامل، وكانت هذه أول محاولة لتنظيم علاقة الموظف وصاحب العمل. بتاريخ 18 مايو، 1946، أقر مجلس الوزراء قانون العمل. تم تعيين أول وزير عمل في السنة ذاتها مما حسن من تنظيم علاقات العمل وإدارة شؤون الموظفين. مع ذلك، فإن ظروف العمل وعلى الرغم من التشريعات، كانت حسب أهواء أصحاب المشاريع لأنه لم يتم تطبيق القوانين ووزارة العمل كانت ضعيفة. كان يمكن لأصحاب العمل أن يفعلوا ما يشاؤون بدون عواقب ومنعوا تشكيل النقابات العمالية.
في عام 1951، عينت وزارة العمل لجنة بغرض ترجمة قوانين العمل في بلدان مختلفة واتفاقيات منظمة العمل الدولية إلى الفارسية من أجل إجراء دراسة مقارنة وصياغة قانون عمل. لم تؤدي هذه الجهود إلى اقتراح قانون عمل. فيما بعد، منذ عام 1952 حتى عام 1957، دُعيت لجان مختلفة أسستها وزارة العمل ومستشارون أجانب من ضمنهم المستشار البلجيكي والأمين العام لمعهد العمل في الشرق الأوسط، من أجل إنهاء صياغة مسودة قانون العمل، الذي صوت عليه المجلس أخيرًا وأصدره في عام 1959. استمر العمل بهذا القانون حتى عام 1990.
بدأت المرحلة التالية من تشريعات العمل مع «ثورة الشاه البيضاء» أو «انقلاب سفيد» في عام 1962. قُدمت في هذه المرحلة فوائد كبيرة وتحسينات اجتماعية، كتقاسم الأرباح، وخطط ملكية أسهم الموظفين، وإسكان الشركات، والحد الأدنى للأجور وتحسين قانون الضمان الاجتماعي. دُفع ثمنها جميعًا من عائدات أسعار النفط المرتفعة. مع ذلك، عارض العديد من المالكين في القطاع الخاص المبادرات الجديدة التي خرجت عن سلطتهم. أُدخلت ممارسات جديدة للموظفين، بما فيها إدارة الرواتب مع إدارة الوقت، والتوصيف الوظيفي، والتصنيف والتقييم الوظيفي والتسلسلات الهرمية التنظيمية، وذلك بشكل رئيسي في الشركات الكبيرة والصناعات التي تديرها الحكومات. في ستينيات القرن العشرين، طرح رجال أعمال القطاع الخاص التقدميون، كعائلة ليدجيفاردي في مجموعة بيشار الصناعية، تصنيفات وظيفية، وقرارات وسياسات خاصة بالموظفين، وأنظمة رواتب آلية بعد توصيات المستشارين الأجانب لشركة النفط الوطنية الإيرانية.

### بعد الثورة
بعد الثورة الإسلامية وإصدار الدستور الجديد، افتُتن العديدون بوعود مثالية. تناول الدستور الجديد المواضيع الوظيفية والعمل في إحدى عشرة منطقة من خلال عدة مواد يمكن تلخيصها كما يلي:
1. يمنح حرية العمل والوظيفة
2. يأمر بتحديد ساعات العمل
3. ينهي العمل الإجباري
4. يحظر الإساءة والاستغلال
5. يعترف بالملكية والحق في الأجور المكتسبة للعاملين
6. يحظر الشغب في العمل من قبل الآخرين
7. يتعهد بالفرص المتساوية للجميع من خلال تأمين الاحتياجات الأساسية والضرورية
8. يتعهد بتوفير التجهيزات والأدوات المطلوبة لأولئك القادرين على العمل إن لم يكن لديهم القدرة على الحصول عليها
9. يتعهد بمنح القروض بدون فوائد الهادفة لتأسيس الشركات والمؤسسات التعاونية
10. يتعهد بتوفير خدمات الصحة والنظافة لمختلف الفئات العمرية
11. يتعهد بمساعدة الفقراء وضحايا الحوادث

حدث تقدم في الحقبة الجديدة من تشريعات العمل، التي تشكلت بعد الدستور الإسلامي الجديد، بعد تأسيس المجلس العمالي الإسلامي الأول. منح ذلك العمال حقوقًا مشابهًا لنظرائهم الأوروبيين، لكن تحت مظلة الإسلام.
خلال أول عقدين من الثورة، أثر المجلس العمالي الجديد على العديد من مهام إدارة شؤون الموظفين بما فيها تعيينات الموظفين، والاختيار والترقية، وتقييم العمل، وهيكل الرواتب، ومكافآت الإنتاجية، والصحة والسلامة والعديد من المهام (حتى تزويد الموظفين بالحصص التموينية من الحليب والطعام). يضاف إلى ذلك إنشاء وتشغيل متاجر بقالة المصانع والجمعيات التعاونية السكنية. وللمفارقة فإن العديد من هذه المهام أصبحت رسمية في قانون عمل جمهورية إيران الإسلامية عام 1990.
شهدت نهاية الحرب العراقية الإيرانية بداية التحرر الاقتصادي، إلى جانب أنها كانت مكسبًا للإصلاحيين في المجلس. ظهر في هذه الفترة قطاع خاص جديد، تحدى قوانين وأنظمة العمل المثالية. بهذا، كان قانون العمل لعام 1990 مؤيدًا للعمل وإدارته مكلفة. كان على الإدارة تعيين ممثلين عن العمال في مجلس إدارة الشركة، وهو أمر لم يسبق فعله في أسلوب الإدارة التقليدية للقطاع الخاص الإيراني، إضافة إلى تطبيق الرعاية والاستحقاقات الإلزامية.
كان أول تأثير لقانون العمل هو إدخال عقود العمل المؤقتة التي سمحت لأصحاب العمل بتوظيف موظفين بعقود لمدة سنة واحدة، مع إمكانية إعادة التجديد سنة بعد أخرى بعد الاتفاق على المعاش التقاعدي السنوي «لنهاية الخدمة». أصدرت وزارة العمل بيانًا في مارس عام 1994 صرحت فيه أن التوظيف وفق «عقود ثابتة» قانوني.
وضعت الحكومة خطة تطوير طموحة هدفها تحرير وتعزيز الاقتصاد بين ليلة وضحاها. ساهمت الخطة في خلق قانون عمل سلبي. فيما بعد، في عام 2004، نجح الإصلاحيون في المجلس السادس والمحافظون في مجلس الوصاية في الوصول إلى اتفاق لتعديل قانون العمل لإعفاء الشركات التي تتألف من خمسة موظفين أو أقل من بعض البنود. منح ذلك أصحاب المشاريع الصغيرة حرية أكثر في عمليات التوظيف الخاصة بهم.
أخيرًا، في عام 2006، وردًا على الضغوط المتزايدة من القطاع الخاص على إصلاح قانون العمل، صاغت وزارة العمل تعديلًا لتفكيك «السوق الحرة». هناك قانون جديد قيد الدراسة بناءً على هذه التعديلات.